# 4-(2-Pyridylazo)resorcin
4-(2-Pyridylazo)resorcin ist eine chemische Verbindung aus der Gruppe der Azofarbstoffe und ist das Kupplungsprodukt von diazotiertem 2-Aminopyridin auf Resorcin.

## Eigenschaften
4-(2-Pyridylazo)resorcin ist in Reinform ein oranger, als Natriumsalz ein dunkelbrauner Feststoff.

## Verwendung
4-(2-Pyridylazo)resorcin wird in der Chelat-Titration von Aluminium, Quecksilber, Blei und Nickel eingesetzt. Auch als Reagenz in der kolorimetrischen Analyse von Gold, Kobalt, Chrom und Eisen sowie bei der Trübungspunktextraktion von Kupfer, Zink, Cadmium und Nickel in Wasserproben ist es brauchbar. Es wird auch in Studien zur Zinkabgabe aus der Escherichia coli Aspartat-Transcarbamoylase verwendet.